# Kenneth Walsh
Kenneth Marshall Walsh (* 11. Februar 1945 in Orange, New Jersey) ist ein ehemaliger US-amerikanischer Schwimmer und zweifacher Olympiasieger.

## Werdegang
Bei den Olympischen Sommerspielen 1968 in Mexiko-Stadt gewann er mit der US-amerikanischen Staffel zweimal die Goldmedaille. Sowohl über 4 × 100 m Freistil als auch über 4 × 100 m Lagen konnte sie einen neuen Weltrekord aufstellen. Im Einzelwettbewerb über 100 m Freistil holte Walsh die Silbermedaille hinter dem Australier Michael Wenden, aber vor seinem Landsmann Mark Spitz.
Walsh war ein äußerst erfolgreicher Staffelschwimmer. Neben den Olympiasiegen konnte er zwei weitere Wettkämpfe mit der Staffel an den Panamerikanischen Spielen von 1967 gewinnen. Sein einziger Erfolg im Einzelwettkampf von Bedeutung war der NCAA-Titel über 100 Yards Freistil, den er 1967 für die Michigan State University gewann.